# Domenico Gar
Domenico Gar (Alta Marna, ... – 1529) è stato uno scultore francese.

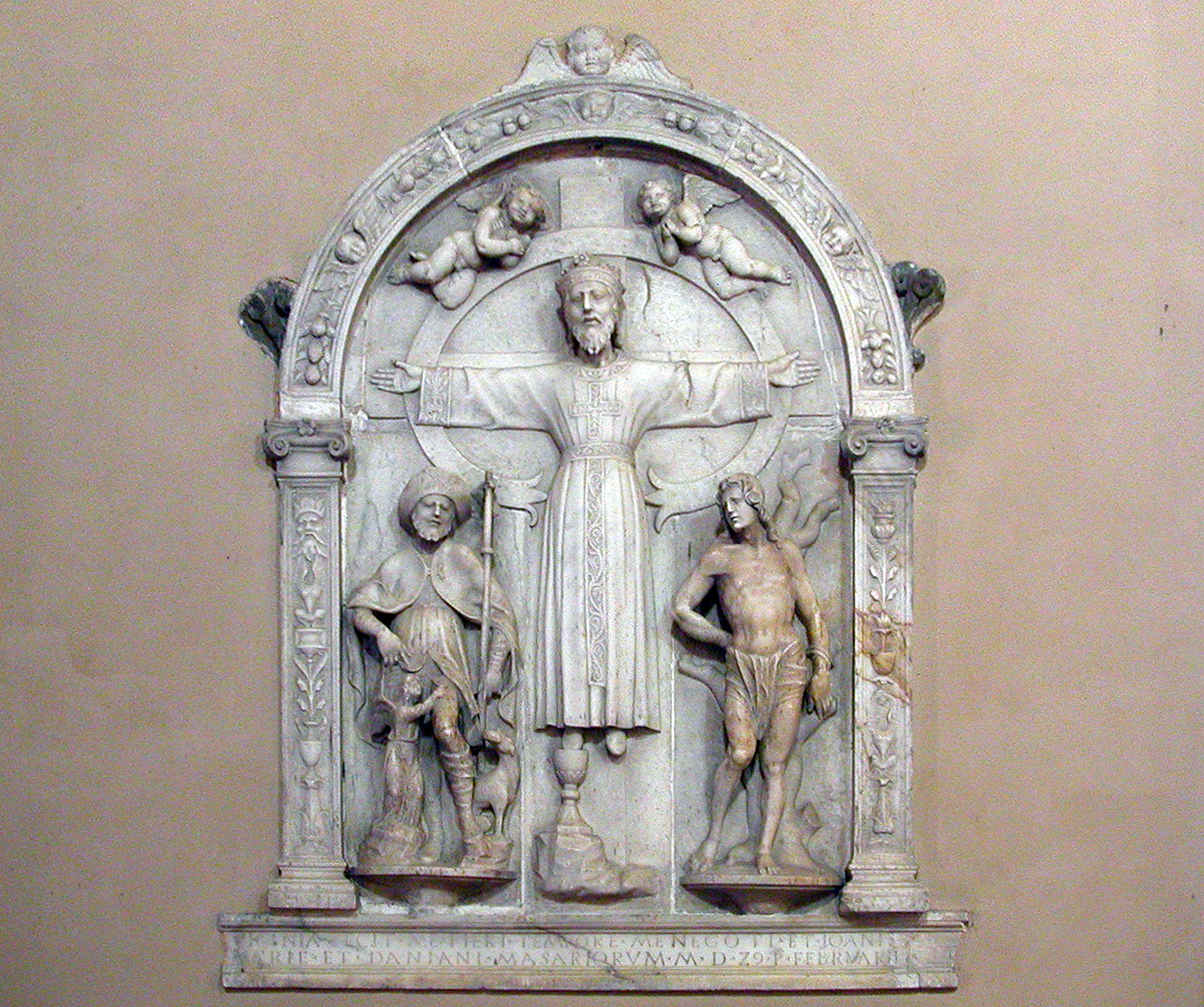
Il Volto Santo tra i Santi Rocco e Sebastiano, 1529
Montemarcello, Chiesa di San Pietro

Delle vicende della vita di questo artista si conosce molto poco, sia per le sue origini straniere sia per la sua breve vita, peraltro trascorsa principalmente in Italia.

Domenico Gar (anche Gare o Gareth, secondo altre grafie), detto il Francesino per la sua nascita nell’Haute Marne, era figlio di Didier, di professione fonditore di bronzo.
Si sa che, giovanissimo, era con suo padre in Italia affiancandolo nella sua attività tra Carrara e Pietrasanta.

Nel 1520 è a Carrara dove collabora nella bottega di Bartolomé Ordóñez.
L’anno successivo, dopo la morte del maestro Ordóñez, è in Spagna dove, nella Cattedrale di Granada, lavora alla decorazione delle tombe di Ferdinando di Aragona e di Isabella di Castiglia.

Non è nota la data del suo ritorno in Italia, ma nel 1524 è certamente già in Liguria, nel levante del territorio del golfo spezzino.
Riceve commesse dalle varie comunità dei borghi della costa orientale del Golfo e della piana del Magra per le quali esegue principalmente ancone marmoree e sculture processionali in legno dipinto.

Alla sua mano o a quella della sua bottega è stato accostato il trittico della parrocchiale di Ameglia, che raffigura i santi Rocco, Vincenzo e Sebastiano, datato 1527.
La sua attività di scultore si protrae fino ai primi mesi del 1529 quando nel febbraio consegna il suo ultimo lavoro, la bella ancona marmorea nel quale i Santi Rocco e Sebastiano affiancano il Volto Santo commissionata dalla comunità di Montemarcello e tuttora nella chiesa di San Pietro Apostolo.

Ormai affermato scultore, nel mese di marzo dello stesso 1529 riceve un anticipo di dieci scudi d’oro dal Priore della comunità di San Bernardino di Lerici per eseguire un polittico dedicato ai santi Bernardino, Francesco e Leonardo, da destinare al locale oratorio di San Francesco.

Inizia subito a porre mano al marmo, ma deve lasciare incompleta la scultura poiché muore prematuramente nel maggio dello stesso anno.

## Opere
- San Rocco, scultura processionale in legno policromo, 1524,[5] Trebiano, pieve di San Michele Arcangelo;
- Trittico della Madonna con il Bambino tra i santi Bernardo e Caterina d’Alessandria, 1524, Trebiano, pieve di San Michele Arcangelo, cappella Mascardi;
- Ancona dei Santi Fabiano, Rocco e Sebastiano, 1525, San Terenzo, chiesa della Natività di Maria Vergine;
- Trittico della Vergine e Santi Terenzio e Giovanni, 1525, San Terenzo Monti (Fivizzano), chiesa di San Terenzio;
- Ancona dei Santi Rocco, Sebastiano e il Volto Santo di Lucca, 1529, Montemarcello, chiesa di San Pietro;
- Trittico dei Santi Bernardino, Francesco e Leonardo, 1529, Lerici, chiesa di San Francesco.